# Héroes (película de 1987)
Héroes (Hero en inglés) es una película británica de 1987 y el documental oficial de la Copa Mundial de Fútbol de 1986. Narra el desarrollo del XIII campeonato y el triunfo argentino encabezado por el jugador estrella Diego Maradona.

## Trama
El documental inicia presentando a: Diego Maradona de Argentina, Preben Elkjær Larsen de Dinamarca, Enzo Francescoli de Uruguay, Michel Platini de Francia, Gary Lineker de Inglaterra, Karl-Heinz Rummenigge de Alemania, Emilio Butragueño de España, Sócrates de Brasil, Michael Laudrup de Dinamarca y Hugo Sánchez de México; los mejores atacantes que participaron del campeonato.
Se relata el catastrófico terremoto de México de 1985 e inicia describiendo a Sánchez y la participación local. Le siguen los demás futbolistas y relatos de los goles en el idioma nativo de cada nación.
La película termina con Argentina celebrando en el vestuario y el texto Hero: Maradona.

## Futbolistas y partidos
Sánchez: ídolo mexicano, máximo goleador de la primera división española y equipo alineado en torno a él. Partido de apertura contra Bélgica (2–1).
 Francescoli: apodado el Principe, ha firmado un contrato millonario y se espera mucho de él. Enfrente los peligrosos atacantes Laudrup y Elkjær Larsen de la debutante  Dinamarca. Goleada danesa 6–1.

### Fase final
En los octavos Francia enfrenta a Italia, buscando la segunda victoria en 80 años. Histórico triunfo 2–0.

## Banda sonora
La canción principal fue A Special Kind of Hero, escrita por Rick Wakeman e interpretada por Stephanie Lawrence. Para Hispanoamérica se usó como tema principal Me das cada día más, canción argentina interpretada por Valeria Lynch.

## Legado
Hero encontró lógicamente el mayor éxito en Argentina, ya que el punto focal de la película fue Maradona y su papel en el partido de cuartos de final contra Inglaterra, más específicamente el gol de la Mano de Dios y el gol del Siglo. No obstante, como la película muestra a los mejores futbolistas de los años 1980: ha repercutido a nivel internacional posteriormente y también goza de un estatus de culto en el Reino Unido.
Tras la muerte de Maradona, el 25 de noviembre de 2020, FIFA subió el documental a su canal oficial de YouTube.